# Japonsko na Letních olympijských hrách 1932
Japonsko se účastnilo Letní olympiády 1932 v kalifornském Los Angeles. Zastupovalo ho 157 sportovců (140 mužů a 17 žen) ve 11 sportech.

## Medailisté
| Medaile | Jméno | Sport         | Soutěž                              |
| ------- | --- | ------------- | ----------------------------------- |
| Zlato   | Takeiči Niši | Jezdectví     | Parkurové skákání - jednotlivci     |
| Zlato   | Čúhei Nambu | Atletika      | Muži trojskok                       |
| Zlato   | Masadži Kijokawa | Plavání       | Muži 100 m znak                     |
| Zlato   | Jasudži Mijazaki | Plavání       | Muži 100 m volný způsob             |
| Zlato   | Kusuo Kitamura | Plavání       | Muži 1500 m volný způsob            |
| Zlato   | Jasudži Mijazaki Masanori Jusa Takaši Jokojama Hisakiči Tojoda                                                                                          | Plavání       | Muži štafeta 4 × 200 m volný způsob |
| Zlato   | Jošijuki Curuta | Plavání       | Muži 200 m prsa                     |
| Stříbro | Šúhei Nišida | Atletika      | Muži skok o tyči                    |
| Stříbro | Tacugo Kawaiši | Plavání       | Muži 100 m volný způsob             |
| Stříbro | Šózó Makino | Plavání       | Muži 1500 m volný způsob            |
| Stříbro | Reizó Koike | Plavání       | Muži 200 m prsa                     |
| Stříbro | Tošio Irie | Plavání       | Muži 100 m znak                     |
| Stříbro | Hideko Maehataová | Plavání       | Ženy 200 m prsa                     |
| Stříbro | Šunkiči Hamada Džunzó Inohara Sadajoši Kobajaši Haruhiko Kon Keniči Koniši Hiroši Nagata Eiiči Nakamura Jošio Sakai Kacumi Šibata Akio Sóda Tošio Usami | Pozemní hokej | Turnaj mužů                         |
| Bronz   | Čúhei Nambu | Atletika      | Muži skok do dálky                  |
| Bronz   | Kenkiči Óšima | Atletika      | Muži trojskok                       |
| Bronz   | Cutomu Ójokota | Plavání       | Muži 400 m volný způsob             |
| Bronz   | Kentaró Kawacu | Plavání       | Muži 100 m znak                     |